# Martin Kohlmaier
Martin Karl Kohlmaier (* 30. Mai 1984 in Villach) ist ein ehemaliger österreichischer Basketballspieler.

## Karriere
Der 2,17 m große und 115 kg schwere Center spielte bis 2002 bei den Wörthersee Piraten und dann bei den Kapfenberg Bulls, mit denen er 2003 und 2004 zwei Meistertitel in der österreichischen A-Liga gewinnen konnte. Im Jänner 2006 wurde Kohlmaier an den spanischen Zweitligisten CB Huelva verliehen, im März 2007 spielte er in der Liga-Endphase für CB Tarragona. Danach wechselte Kohlmaier für eine Saison zum UBC St. Pölten. In der Saison 2008/09 spielte Kohlmaier für den UB La Palma in der spanischen zweiten Liga. Im August 2009 wechselte Kohlmaier zu den Gießen 46ers in die deutsche Bundesliga. Ab Januar 2010 bis Saisonende 2009/19 spielte er wieder für UBC St. Pölten.
In der Saison 2010/11 stand er beim schwedischen Erstligisten Uppsala Basket unter Vertrag, gefolgt von je einer Spielzeit beim WBC Wels (2011/12) und UBC St. Pölten (2012/13). 2013 kehrte Kohlmaier nach Kapfenberg zurück, feierte 2014 den Pokalsieg und wurde in der Saison 2013/14 als bester einheimischer Spieler der Bundesliga ausgezeichnet. 2015 verließ er Kapfenberg und beendete seine Profikarriere. Er schloss sich in der Rückrunde 2015/16 St. Pölten an. Mit dem UBC gewann er den Meistertitel in der 2. Bundesliga. Nach der Saison zog er sich zurück.
Kohlmaier war Spieler der österreichischen Nationalmannschaft.